# 암키스트 셸
암키스트 셸(Almquist shell, A Shell, ash, sh)은 1980년대 말에 Kenneth Almquist가 작성한 가벼운 유닉스 셸이다. 초기 본 셸의 시스템 V.4 변종의 복제본은 1990년대 초 공개된 BSD판의 유닉스에 있던 원래의 본 셸을 대체하였다. ash의 파생판은 여전히 FreeBSD, NetBSD, 드래곤플라이 BSD, 미닉스, 안드로이드, 일부 리눅스 배포판에 기본 셸 (/bin/sh)로 설치된다.

## 데비안 암키스트 셸
데비안 암키스트 셸(dash)은 Bash 보다 훨씬 더 가벼운 POSIX 호환성이 있는 유닉스 셸이다. 더 작은 디스크 용량을 사용하지만, 기능이 그리 많지는 않다.
Dash는 NetBSD 버전의 암키스트 셸(ash)이다. 1997년 초반 Herbert Xu에 의해 리눅스로 이식되었다. 2002년에 dash로 이름이 바뀌었다.
ash와 유사하게 Dash는 셸 스크립트를 Bash 보다 훨씬 빠르게 실행시키면서 더 작은 수의 라이브러리에 의존한다. 그래서 업그레이드 문제나 디스크 문제에 조금 더 신뢰성이 높다고 여겨진다. Dash는 아래와 같은 곳에서 사용이 된다 :
- 플로피 디스크에 셸을 설치할 때.
- 루트 유저 셸
- /bin/sh 대체용
- 작성한 셸 스크립트의 POSIX 호환성을 체크하기 위한 테스트 환경

Dash는 데비안에서 ash의 /bin/sh의 기본 대체 셸로 Debian Leny에 들어갈 예정이었지만, 실제로는 Debian squeeze에 기본 /bin/sh로 배포된다. Dash는 2006년 9월 우분투 6.10 릴리즈에 기본 /bin/sh로 배포되었다. 우분투에 의한 변경기간 동안, 다수의 Bash 종속 함수들을 (선언을 하지 않고) 사용하는 스크립트들이 발견되었다. 이러한 오류를 피하기 위해 Bash 종속적인 스크립트들은 현재 표준에 맞게 수정되거나, 맨 첫 줄에 셔뱅을 이용해서 어떤 인터프리터를 사용할 것인지 명시적으로 선언하도록 하였다.